# Store and forward
Store and forward – sposób przekazywania informacji (głównie w telekomunikacji i informatyce) przez węzeł pośredniczący np. router lub przełącznik, w którym węzeł pośredniczący odbiera całość informacji (ramka, pakiet, wiadomość), sprawdza jej poprawność korzystając z dołączonych sum kontrolnych, a następnie przesyła informację dalej, do węzła docelowego.
Taki tryb przesyłania informacji jest wykorzystywany, gdy:
- Stacja źródłowa i docelowa nie posiadają możliwości jednoczesnej komunikacji
- Przesyłane informacje często ulegają uszkodzeniu i wymagają retransmisji
- Używane kanały transmisyjne mają różną przepustowość

Taki sposób komunikacji jest wykorzystywany podczas przesyłania wiadomości e-mailem, SMS, MMS, ale również w przełącznikach w sieciach komputerowych. Taki sposób przekazywania informacji wymaga odpowiedniej ilości pamięci do jej przechowywania przed wysłaniem. Czas przesłania informacji ulega też wydłużeniu (czas odbioru + czas nadawania). Dlatego też ustala się zazwyczaj największy dopuszczalny rozmiar pojedynczego pakietu i większe wiadomości dzieli się. Jednakże mimo tych wad, jest to najpewniejszy sposób przekazywania informacji. Stosowany jest w większości produkowanych przełączników.